# بریت اندرسن
بریت اندرسن (به انگلیسی: Brit Andresen) معمار استرالیایی متولد نروژ است. او نخستین زنی است که مدال طلای انستیتوی معماران استرالیایی را برای مشارکت مستمرش در زمینهٔ تدریس و حرفهٔ معماری به سال ۲۰۰۲ دریافت کرده‌است.

## زندگی‌نامه
اندرسن در نروژ به دنیا آمد و در میان سال‌های ۱۹۵۱ تا ۱۹۶۳ به علت شغل پدرش دررفت‌وآمد میان نروژ و استرالیا بود. او در تروندهایم مشغول تحصیل معماری و در سال ۱۹۶۹ فارغ‌التحصیل شد. او در سال ۱۹۷۱ به کمبریج نقل مکان کرد و کنار اشتغال حرفه‌ای در دانشگاه کمبریج شروع به تدریس پاره‌وقت کرد.